# 巴中郡
巴中郡，中国南北朝时设置的郡。
南朝梁大同二年（536年）置巴中郡，属万州。治所在新安县（今四川省开江县东北沙坝场）。承圣二年（553年）被西魏占领，萬州改为通州。西魏恭帝二年（555年）改巴中郡为巴渠郡。